# Świdry-Dobrzyce
Świdry-Dobrzyce – wieś w Polsce położona w województwie podlaskim, w powiecie kolneńskim, w gminie Grabowo. Leży przy drodze krajowej nr 61.
Na przełomie 1783/1784 wieś, zapisana jako Swidry Dobrzyca leżała w parafii Grabowo, dekanat wąsoski diecezji płockiej i była własnością trzech rodzin szlacheckich: Gardockiego, Gołęmbiewskiego i Smolinskiego. W 1929 r. majątek ziemski miał tu Józef Gardecki (96 mórg) i Józef Skrodzki (50). Był tu sklep z wyrobami tytoniowymi Z. Liszewskiego.
W latach 1975–1998 miejscowość administracyjnie należała do województwa łomżyńskiego.
Wierni kościoła rzymskokatolickiego należą do parafii św. Jana Chrzciciela w Grabowie.